# Världsmästerskapen i alpin skidsport 1962
Världsmästerskapen i alpin skidsport 1962 arrangerades den 10–18 februari 1962 i Chamonix i Frankrike.

## Herrar

### Störtlopp
Datum: 18 februari 1962

| Placering | Land      | Namn            | Tid             |
| --------- | --------- | --------------- | --------------- |
| 1         | Österrike | Karl Schranz    | 2.24,33 minuter |
| 2         | Frankrike | Émile Viollat   | 2.24,82 minuter |
| 3         | Österrike | Egon Zimmermann | 2.25,13 minuter |

### Storslalom
Datum: 15 februari 1962

| Placering | Land      | Namn            | Tid             |
| --------- | --------- | --------------- | --------------- |
| 1         | Österrike | Egon Zimmermann | 1.38,97 minuter |
| 2         | Österrike | Karl Schranz    | 1.39,12 minuter |
| 3         | Österrike | Martin Burger   | 1.39,42 minuter |

### Slalom
Datum: 12 februari 1962

| Placering | Land      | Namn            | Tid             |
| --------- | --------- | --------------- | --------------- |
| 1         | Frankrike | Charles Bozon   | 2.21,67 minuter |
| 2         | Frankrike | Guy Périllat    | 2.23,07 minuter |
| 3         | Österrike | Gerhard Nenning | 2.24,20 minuter |

### Alpin kombination
| Placering | Land         | Namn            | Poäng |
| --------- | ------------ | --------------- | ----- |
| 1         | Österrike    | Karl Schranz    | 11,04 |
| 2         | Österrike    | Gerhard Nenning | 33,21 |
| 3         | Västtyskland | Ludwig Leitner  | 64,70 |

## Damer

### Störtlopp
Datum: 18 februari 1962

| Placering | Land      | Namn            | Tid             |
| --------- | --------- | --------------- | --------------- |
| 1         | Österrike | Christl Haas    | 2.09,08 minuter |
| 2         | Italien   | Pia Riva        | 2.12,31 minuter |
| 3         | USA       | Barbara Ferries | 2.13,76 minuter |

### Storslalom
Datum: 11 februari 1962

| Placering | Land      | Namn          | Tid             |
| --------- | --------- | ------------- | --------------- |
| 1         | Österrike | Marianne Jahn | 1.41,53 minuter |
| 2         | Österrike | Erika Netzer  | 1.41,60 minuter |
| 3         | USA       | Joan Hannah   | 1.41,72 minuter |

### Slalom
Datum: 14 februari 1962

| Placering | Land      | Namn               | Tid             |
| --------- | --------- | ------------------ | --------------- |
| 1         | Österrike | Marianne Jahn      | 1.34,84 minuter |
| 2         | Frankrike | Marielle Goitschel | 1.36,30 minuter |
| 3         | Österrike | Erika Netzer       | 1.38,12 minuter |

### Alpin kombination
| Placering | Land      | Namn               | Poäng |
| --------- | --------- | ------------------ | ----- |
| 1         | Frankrike | Marielle Goitschel | 41,13 |
| 2         | Österrike | Marianne Jahn      | 44,78 |
| 3         | Österrike | Erika Netzer       | 48,33 |

## Medaljligan
| Placering | Land         | Guld | Silver | Brons | Totalt |
| --------- | ------------ | ---- | ------ | ----- | ------ |
| 1         | Österrike    | 6    | 4      | 5     | 15     |
| 2         | Frankrike    | 2    | 3      | –     | 5      |
| 3         | Italien      | –    | 1      | –     | 1      |
| 4         | USA          | –    | –      | 2     | 2      |
| 5         | Västtyskland | –    | –      | 1     | 1      |